# Udo Lay
Udo Lay (* 13. März 1960 in Breisach) ist ein ehemaliger deutscher Fußballspieler.
Der defensive Mittelfeldspieler entstammt dem Nachwuchs des Freiburger FC, für den er 1980 sein erstes Zweitligaspiel absolvierte. Er wurde beim FFC zum Stammspieler und wechselte 1982 zum gerade aus der Bundesliga abgestiegenen MSV Duisburg. Dort gehörte er in den folgenden drei Jahren ebenfalls zur Stammelf.
1985 kehrte Udo Lay in seine Heimat zurück und unterschrieb beim SC Freiburg. Bis 1989 war er dort ein fester Bestandteil der Mannschaft, nach zwei Jahren mit weniger Einsätzen beendete er 1991 seine Profilaufbahn. Insgesamt bestritt Lay 355 Zweitligaspiele und erzielte dabei 23 Tore.
Nach seiner Zeit als Fußballer machte sich Lay als Architekt selbständig. Dem SC Freiburg ist er weiterhin als Vorsitzender des Fördervereins der Freiburger Fußballschule verbunden.